# Ferdinand von Trauttmansdorff

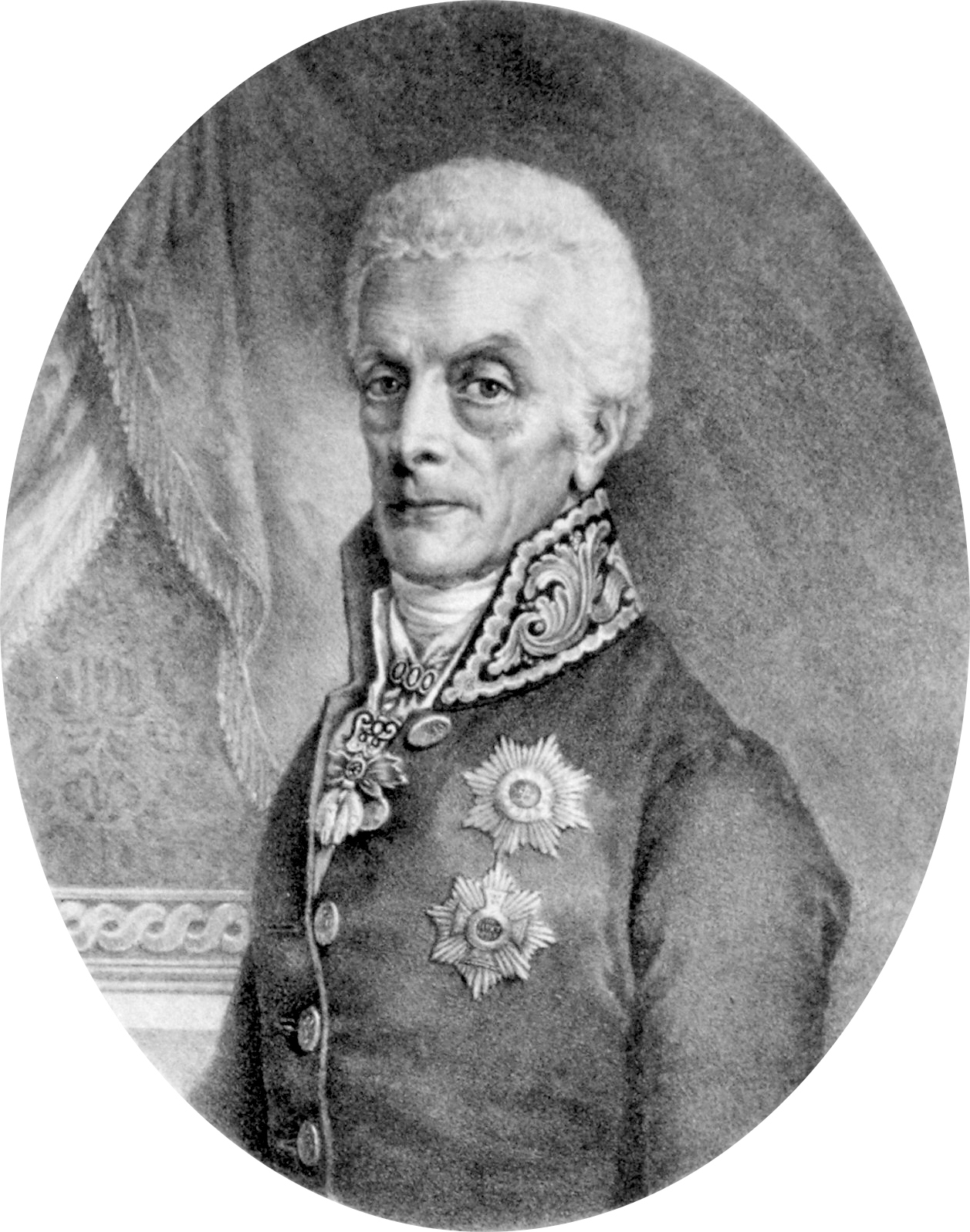
Lithografie van Trauttmansdorff

Ferdinand von Trauttmansdorff (Wenen, 12 januari 1749 - 28 augustus 1827) was een Oostenrijks diplomaat en staatsman. Van 1787 tot 1789 was hij gevolmachtigd minister van de Oostenrijkse Nederlanden, die hij bestuurde namens keizer Jozef II.

## Leven
Ferdinand was een telg uit de adellijke familie Trauttmansdorff. Hij studeerde aan de Universiteit van Wenen en ging werken voor het Reichskammergericht in Wetzlar. In 1772 trouwde hij met Marie Caroline von Colloredo (1752–1832). Na de dood van zijn broer in 1774 werd hij familiehoofd, met de titels graaf en prins van Trauttmansdorff.
In 1780 werd hij Boheems (Oostenrijks) gezant bij de Rijksdag in Regensburg en in 1785 keizerlijk ambassadeur bij de aartsbisschop-keurvorst van Mainz.
Vanaf 1787 was hij in opvolging van Joseph Murray de Melgum gevolmachtigd minister in Brussel en was hij dus de regeringsleider van de Oostenrijkse Nederlanden. Hij kwam in oktober aan op deze nieuwe post met de opdracht om de hervormingen van Jozef II door te drukken. Zijn voorganger Belgiojoso was van een eerdere poging moeten terugkomen. In zijn ijver om het keizerlijke beleid uit te voeren, haalde Trauttmansdorff op 18 juni 1789 de grondwettelijke ordening onderuit. Hij trok de voorrechten van Henegouwen in, schafte de Raad van Brabant af, en liet politieke tegenstanders arresteren. Het verzet tegen zijn optreden mondde uit in de Brabantse Omwenteling. In november begon hij toegevingen te doen en ingetrokken privileges te herstellen, maar dit kon de opstand tegen het Oostenrijkse gezag niet meer keren. Op 14 december 1789 vluchtte Trauttmansdorff in allerijl naar Luxemburg. Zijn geheime correspondentie met de keizer werd in 1902 gepubliceerd.
Enkele jaren na het débâcle trad hij terug in keizerlijke dienst. In 1793 ging hij werken op de kanselarij voor de Nederlanden in Wenen. Hij vergezelde keizer Frans II naar Brussel voor zijn Blijde Inkomst tijdens de kortstondige restauratie van 1793–1794. In 1801 was hij vertegenwoordiger van het buitenlandministerie en hij sloot zijn carrière af als Obersthofmeister (1807-27) van Frans I.

## Publicaties
- Fragments pour servir à l'histoire des évenements qui se sont passés aux Pays-Bas depuis la fin de 1787 jusqu'en 1789, Amsterdam, 1790
- Geheime Correspondenz Jozefs II. mit seinem Minister Ferdinand Grafen Trauttmansdorff, Wenen, 1902